# LulzSec
Lulz Security hay LulzSec là một nhóm hacker, được thành lập vào năm 2011.

## Hoạt động
Một trong những mục tiêu đầu tiên của nhóm này là Public Broadcasting Service (PBS). Khi đó, LulzSec đã lấy trộm dữ liệu người dùng của PBS và tải lên một câu chuyện bịa kể rằng ngôi sao nhạc rap Tupac Shakur vẫn còn sống và hiện đang ở New Zealand. CNN sau đó đã đăng lại câu chuyện này, trở thành nạn nhân trò đùa của LulzSec.
Cho đến nay, Lulz Security nhận trách nhiệm với nhiều cuộc tấn công khác, trong đó có vụ tấn công vào mạng lưới PlayStation của Sony và lấy đi 1 triệu tài khoản người dùng. Trong vụ tấn công đó, LulzSec cho biết mục tiêu của họ là phản đối Sony đã tiến hành vụ kiện chống lại George Hotz, một trong những hacker nổi tiếng nhất thế giới. Trong các vụ tấn công khác như vụ tấn công vào InfraGard - đối tác của FBI, và vụ tấn công vào trang web của Thượng viện Hoa Kỳ, LulzSec để lại những thông điệp phản đối kế hoạch đưa tấn công mạng vào diện "hành vi chiến tranh" của Nhà Trắng. "Đây chỉ là đợt công bố quy mô nhỏ, chỉ phát tán một số dữ liệu nội bộ của Senate.gov. Liệu đây có phải là hành vi chiến tranh không thưa các ngài?", LulzSec để lại thông điệp sau vụ tấn công vào website của Thượng viện Hoa Kỳ ngày 14-6. Ngoài ra, tổ chức này cũng nhận trách nhiệm về các vụ tấn công vào Bethesda Softworks, Nintendo, và Fox News.